# Акшалов Мерей Толегенович
Акшалов Мерей Толегенович (каз. Мерей Төлегенұлы Ақшалов, 9 червня 1989, Минбулацький сільський округ, Аягозький район, Семипалатинська область, Казахська РСР) — казахський боксер, чемпіон світу та Азії серед аматорів.

## Аматорська кар'єра
На чемпіонаті світу 2007 в категорії до 60 кг Мерей Акшалов програв у другому бою Френкі Гевіну (Англія).
На Олімпійських іграх 2008 переміг Міклоша Варгу (Угорщина) — 12-3, а в наступному бою програв Ху Цин (Китай) — 7-11.
У 2010 році він виграв чемпіонат світу серед військовослужбовців в Кемп-Лежені, на базі Корпуса морської піхоти США в Північній Кароліні. У фіналі він переміг американця Джамела Геррінга.
У сезонах 2010/2011 і 2011/2012 був учасником напівпрофесійної боксерської ліги WSB у складі команди «Astana Arlans» (укр. «Вовки Астани»).
2013 року Мерей Акшалов став чемпіоном Азії в категорії до 64 кг, здолавши у фіналі Уранчимегійн Менх-Ердене (Монголія).
На чемпіонаті світу 2013 завоював золоту медаль.
- В 1/16 фіналу переміг Джоша Тейлора (Шотландія) — 3-0
- В 1/8 фіналу переміг Карлоса Адамеса (Домініканська республіка) — 3-0
- У чвертьфіналі переміг Єрмека Сакенова (Киргизстан) — 3-0
- У півфіналі переміг Евертона Лопеса (Бразилія) — 2-1
- У фіналі переміг Яснієра Толедо (Куба) — 3-0